# Dinamo Bukarest (Volleyball)
Die Volleyball-Abteilung von Dinamo Bukarest wurde 1949 gegründet und ist einer der erfolgreichsten Volleyballvereine in Rumänien.

## Volleyball Männer
Die Männer spielen seit 1949 in der höchsten rumänischen Volleyballliga und wurden zwischen 1953 und 1995 19-mal Rumänischer Meister. Hinzu kamen drei Titel im Europapokal der Landesmeister (1966, 1967 und 1981) und ein Titel im Europapokal der Pokalsieger (1979). 2011 wurde man Rumänischer Pokalsieger. 2012/13 traten die Männer im CEV-Pokal an.

## Volleyball Frauen
Die Frauen spielen seit 1954 in der höchsten rumänischen Volleyballliga und wurden zwischen 1957 und 1989 21-mal Rumänischer Meister. 2010 und 2012 wurde man Rumänischer Pokalsieger. 2012/13 traten die Frauen in der Champions League an.